# Gloria Patri
Ära vare Fadern eller Gloria Patri (latin) är första orden i den mindre doxologin. Denna bön avslutar alla psalmer i tidegärden.
Gloria Patri et Filio et Spiritui Sancto.
Sicut erat in principio, et nunc et semper
et in saecula saeculorum. Amen.
Svensk översättning
Ära åt Fadern och Sonen och den Helige Ande,
nu och alltid och i evigheters evighet. Amen.
eller
Ära vare Fadern och Sonen och den helige Ande.
Såsom det var av begynnelsen, nu är och skall vara,
från evighet till evighet. Amen.